# 布达

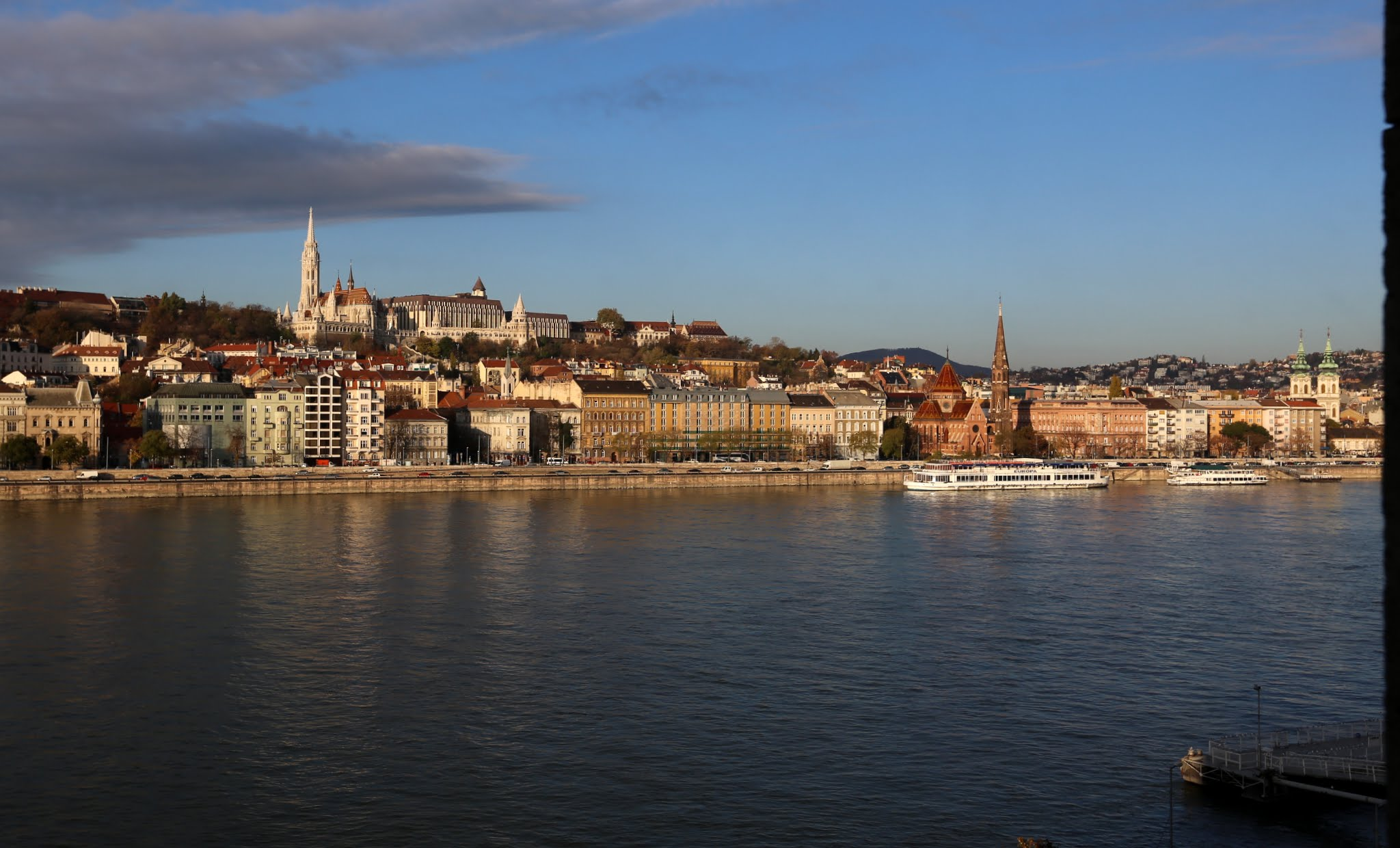
布达市區

布达（匈牙利語：Buda，發音：[ˈbudɒ]）是以前匈牙利王国的首都，在现在匈牙利首都布达佩斯的西部，多瑙河西岸。布达大概占布达佩斯全部面积的三分之一，多山，大部分为树木覆盖。布达主要的地标为布达城堡和兹塔德拉，匈牙利总统官邸山多尔宫亦在布达。
47°28′00″N 19°03′00″E / 47.466666666667°N 19.05°E